# Regeringen Sverdrup

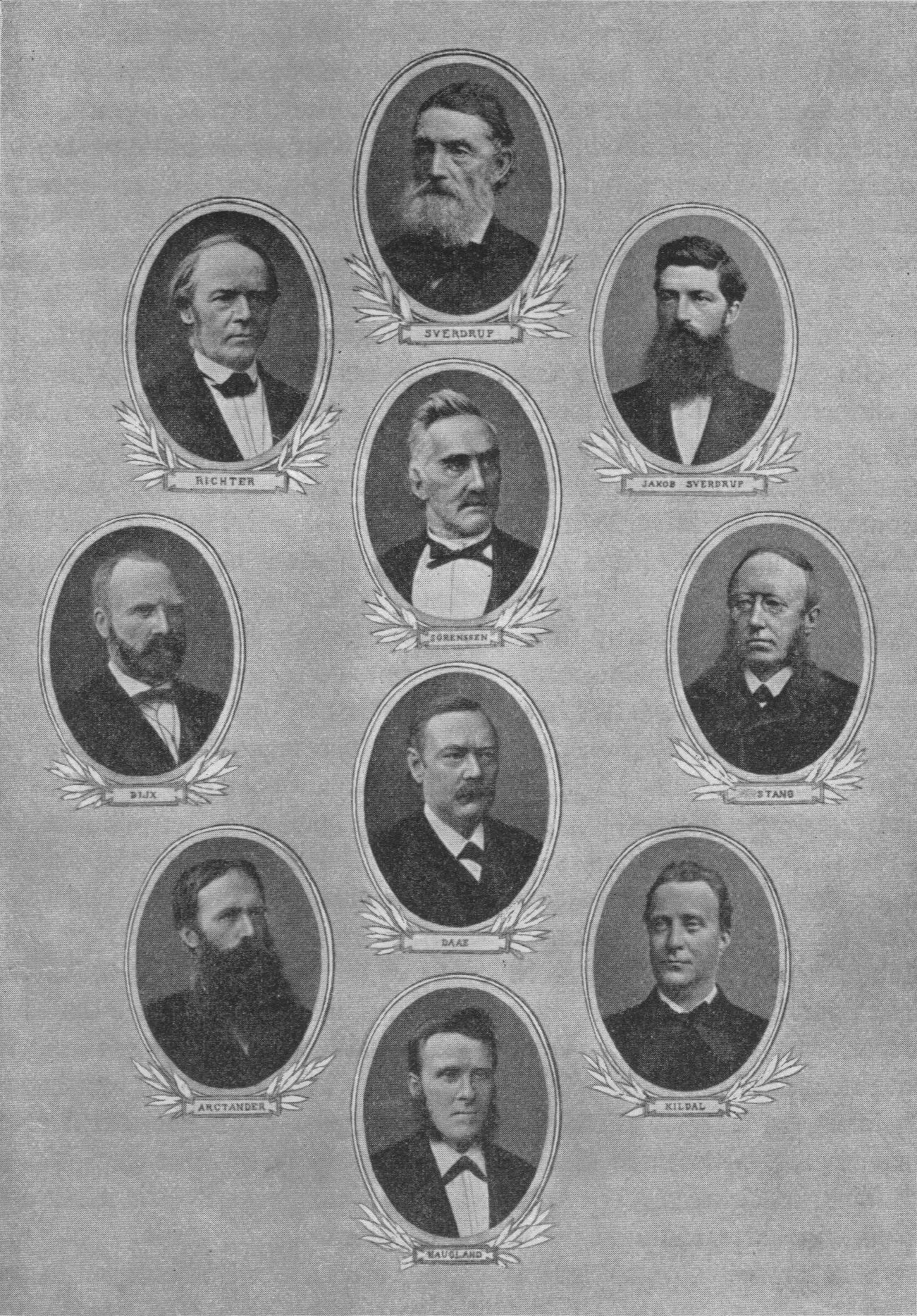
Regering Sverdrup

Regeringen Sverdrup var en norsk regering som satt 1884-1889. Statsminister var Johan Sverdrup och Norges statsminister i Stockholm var först Ole Jørgensen Richter och sedan Jacob Stang.